# 格雷冰川 (南喬治亞島)
格雷冰川（英語：Graae Glacier），是南極洲的冰川，位於南喬治亞島南部，處於薩巴蒂埃山北岸，全長3公里，最終注入特羅爾許爾灣，由英國南極名稱諮詢委員會命名，現時由英國海外領土管轄。